# 添美道

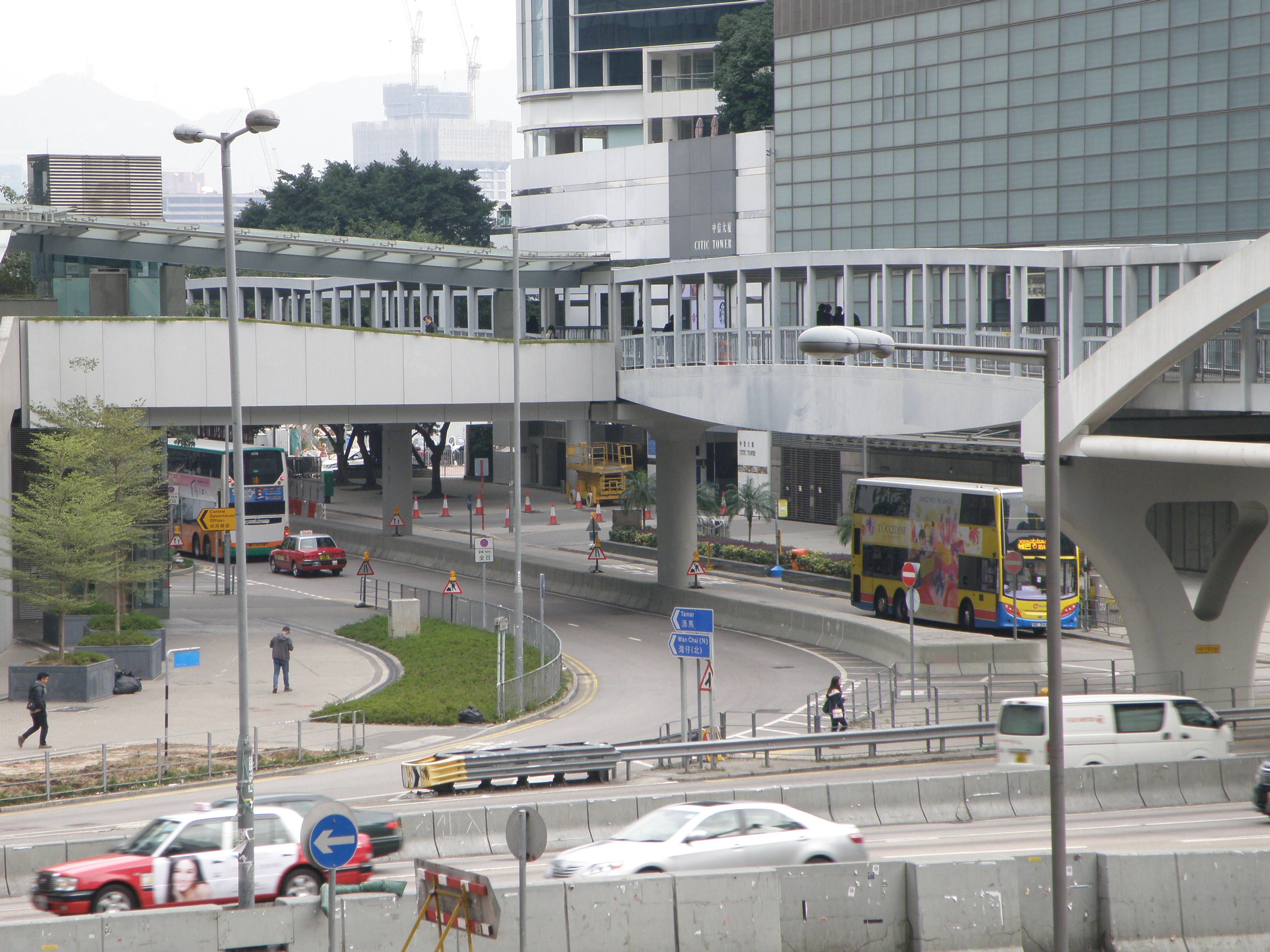
從金鐘樂禮街望添美道（2014年12月）

添美道（英語：Tim Mei Avenue）是香港香港島北岸金鐘新填海區的一條馬路，位於政府總部的東邊，中信大廈的西邊，其上有一條行人天橋可以延伸至中區行人天橋系統。添美道是政府總部東翼迴旋處（被稱為「公民廣場」）及立法會停車場出入口所在地，所以時有示威者集結。

## 相連
- 夏慤道
- 香港新春花車巡遊
- 渣打馬拉松
- 中環及灣仔填海計劃
- 添馬公園